# Отворена задна незакръглена гласна
Отворената задна незакръглена гласна е вид гласен звук, използван в някои говорими езици. В Международната фонетична азбука той се отбелязва със символа ɑ, а еквивалентният X-SAMPA символ е A. Сходен е с българския звук, обозначаван с „а“, в ударена позиция, но със задно разположение на езика.
Отворената задна незакръглена гласна се използва в езици като башкирски (ҡаҙ‎, [qɑð]), мандарин (棒, [pɑŋ˥˩]), нидерландски (bad, [bɑt]), руски (палка, [ˈpɑɫkə]), турски (at, [ɑt̪]).